# Válovický potok
Válovický potok (niem. Langwasser), potok w Czechach o długości 11,37 km i powierzchni dorzecza 35.597 km².
Ma źródła w okolicy Prorub (powiat Náchod) i stąd płynie przez kataster gmin Mezilečí, Brzice, Hořičky, Chvalkovice, Lhota pod Hořičkami oraz Velký Třebešov, gdzie wpada do rzeki Úpa. Dolina wokół potoka między wsią Proruby oraz gminą Mezilečí nazywa się „Peklo“ (Piekło). Nazwa ta pojawiła się oficjalnie co najmniej od XVIII w.
Pierwszy młyn przy Potoku Válovickim pojawił się po raz pierwszy w XV w. i z biegiem czasu liczba młynów znacznie wzrosła (Čapkův mlýn w Mezilečí, Hůlkův mlýn w Chlístovie, Válovický mlýn w Chvalkovicach, Schrutkův mlýn w Miskolezach). Ich gwałtowny upadek przyniósło w XIX w. powstanie wielkich młynów przemysłowych w całej okolicy.
Atrakcyjna, malownicza i romantyczna przyroda okolicy sprawiła, że tutaj powstało wiele domków letniskowych, letnich obozów skautowskich oraz pionierskich ("Husí Krk", na miejscu byłego młyna).
Wieloletnie zaniedbywanie potoka powodowało częste wyparcie wody z koryta i zatopienie bliskiej okolicy jego. W 2008 r. zostało przeprowadzone udrożnienie koryta i zabezpieczenie brzegów potoku w katastrze gminy Velký Třebešov (usuwanie skutków powodzi z 2006 r.). Trzy lata później został naprawiony również zbiornik w pobliżu Chvalkovic i w 2013 r. doszło do wzmocnienia koryta z kruszywa naturalnego kamiennego w katastrze gminy Velký Třebešov.